# 波特兰空中缆车
波特兰空中缆车（英語：Portland Aerial Tram）又稱OHSU纜車，是一条服务俄勒岡州波特蘭市的往复式空中缆车，该缆车连接俄勒冈健康与科学大学（OHSU）和南海滨区。本線是在羅斯福島空中纜車後美國第二條通勤性質的纜車系統。
部分社區的居民認為這條纜車有侵犯到隱私權的疑慮，投資成本亦造成各界爭論
。